# Cerro El Alto
El cerro El Alto es una formación montañosa ubicada en el municipio Sucre en el extremo norte del estado Portuguesa, Venezuela. A una altitud promedio de 2.035 m s. n. m., el cerro El Alto es una de las montañas más altas en Portuguesa.

## Ubicación
El cerro El Alto se ubica en exclusivo punto de montaña del estado Portuguesa al norte del parque nacional Guaramacal. Colinda hacia el este con la troncal 7 que a ese nivel es la carretera nacional Boconó-Guanare. Por el oeste se sitúa la ciudad de Biscucuy en un punto donde el troncal 7 da un giro de montaña al sur y donde el río Chabasquencito fluye en el río Saguas.